# Шлойзе
Шлойзе (нем. Schleuse) — река в Германии, протекает по земле Тюрингия. Правый приток реки Верра. Длина — 34,2 км, площадь водосборного бассейна — 282,9 км².
Река берёт начало из многих источников севернее общины Шлойзегрунд. В верхнем течении на реке создан пруд Шёнбрунн. Река течёт на юг, затем поворачивает на запад. Впадает в Верру у населённого пункта Клостер-Фесра.